# Kadoma (Zimbabue)
Kadoma es una ciudad en Zimbabue en la provincia de Mashonalandia Occidental, 140 kilómetros al sudoeste de Harare por la carretera principal de Bulawayo. Fue conocida como Gatooma hasta 1982.

## Historia
Gatooma fue fundada en la década de 1890 como un campamento minero, y constituye el marco de un consejo de administración de aldea en 1907. En 1917 se crea el municipio de Gatooma. El asentamiento fue nombrado después parte de la cerca del Jefe Katuma, que está representada en el escudo dew armas de la ciudad por la montaña que lleva su nombre y la insignia del jefe de la oficina. 
El Hotel moteado fue inaugurado en 1907, y la Escuela Secundaria Jameson comenzó el mismo año en que la Sra. Amelia FITT, esposa del primer alcalde de la ciudad comenzó a dar clases a los niños de la ciudad en su casa. Un suministro público de electricidad se introdujo en Kadoma en 1922. El Grand Hotel se inauguró en 1925 y ese mismo año surge una casa de baile, la primers de estas casas en Zimbabue. 

## Economía
La ciudad está en el centro de una zona minera, que dispone de oro, cobre y nickel. Las minas más importantes de la región son la que se encuentran 7 kilómetros a las afueras de Kadoma. En el marco del presente régimen, Cam y de motor es propiedad de Zimbabue. Cam y de motor es el mayor productor de oro en Rodesia de toda la historia de Zimbabue. 
El algodón es plantado en la zona y algunas de las industrias relacionadas con el desarrollo antes de 1990 fueron las algodoneras. La empresa textil David Whithead se inauguró en 1952.

## Población
Su población es de 81.000 habitantes según la estimación de 2007 que viven a una altura media de 1.162 m (3.812 pies).